# Auguste Baccus
Auguste Adelin Joseph Baccus (Geten, 6 december 1919 - Ophain-Bois-Seigneur-Isaac (Eigenbrakel), 19 december 1969) was Belgisch volksvertegenwoordiger.

## Levensloop
Baccus was beroepshalve landbouwingenieur.
Hij was als animator actief in de socialistische coöperatieven van Huppaye en Folx-les-Caves en kwam zo in aanraking met de politiek. Bij de gemeenteraadsverkiezingen van 1952 werd Baccus verkozen tot gemeenteraadslid van Folx-les-Caves. Van 1953 tot 1957 was hij er schepen en van 1958 tot 1968 was hij burgemeester van de gemeente.
In november 1954 volgde Auguste Baccus Jules Bary op als lid van de Kamer van volksvertegenwoordigers, waar hij het arrondissement Nijvel vertegenwoordigde. Als volksvertegenwoordiger specialiseerde hij zich in landbouw en verdedigde hij de belangen van de landbouwers in zijn arrondissement. In 1968 werd hij niet herkozen, waarna hij werd aangesteld tot provinciaal senator voor de provincie Brabant. Hij zetelde in de Senaat tot aan zijn dood in september 1969. 
Bovendien was Baccus actief binnen de in 1961 opgerichte Waalsgezinde beweging Mouvement populaire wallon. Hij was een van de leiders van het MPW en was van 1961 tot 1962 ondervoorzitter van de beweging, een functie waarin hij werd opgevolgd door Léon Defosset.
Folx-les-Caves heeft een Rue Auguste Baccus.